# Vlag van Den Bommel

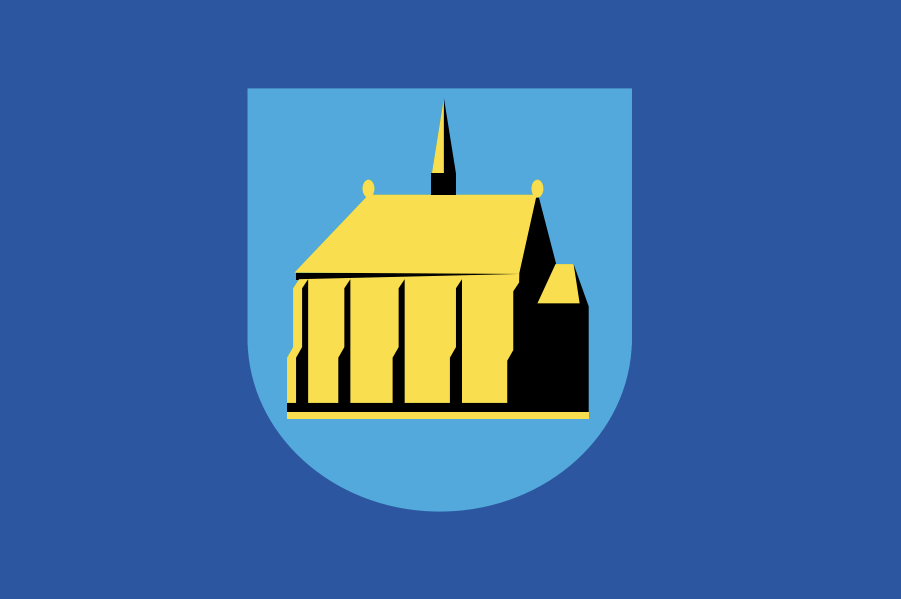
Vlag van Den Bommel

De vlag van Den Bommel toont het blauwe wapen met het gele kerkje op een donkerblauw dundoek. Het kerkje is in 1722 gebouwd en werd volgens de overlevering vanaf die tijd door de schippers van Den Bommel op hun vlaggen geplaatst. De vlag is ontworpen door meneer Schout in samenwerking met het Streekmuseum.
De vlag werd op 15 april 2019 in gebruik genomen.

## Verwante afbeeldingen

Het wapen van Den Bommel

Achthuizen
· Den Bommel
· Dirksland
· Dubbeldam
· Goedereede
· Gouderak
· Heerjansdam
· Herkingen
· Hoek van Holland
· Kaag
· Katwijk
· Kijkduin
· Klaaswaal
· Lekkerkerk
· Lisse
· Maasdam
· Maasland
· Melissant
· Middelharnis
· Nieuwe-Tonge
· Noordeloos
· Ooltgensplaat
· Ouddorp
· Oude-Tonge
· Rijnsburg
· Rockanje
· Scheveningen
· Sommelsdijk
· Stad aan 't Haringvliet
· Stellendam
· Tiengemeten
· Valkenburg
· Wieldrecht